# Justin Kurzel
Justin Dallas Kurzel (Gawler, 3 agosto 1974) è un regista australiano.

## Biografia
Nasce nel 1974 a Gawler, nell'Australia Meridionale, da padre di origini polacche e madre di origini maltesi, le cui famiglie erano entrambe emigrate in Australia dopo la fine della Seconda guerra mondiale. Si appassiona fin da giovane al mondo del teatro e della drammaturgia. A diciassette anni, si trasferisce a Sydney per iscriversi al National Institute of Dramatic Art (NIDA) e studiarvi scenografia teatrale.

### Carriera
Dopo il NIDA, cura per tre anni le scenografie di una serie di produzioni teatrali della Sydney Theatre Company dirette da Benedict Andrews. Nel frattempo, dirige nel proprio tempo libero dei video musicali per la band di suo fratello minore Jed, scoprendo la propria passione per il cinema.
Dirige negli anni seguenti diversi spot pubblicitari e un video musicale per la band australiana You Am I. Nel 2005 il suo primo cortometraggio, Blue Tongue, viene presentato al Festival di Cannes.
Esordisce alla regia di un lungometraggio nel 2011 con Snowtown, ispirato alla serie di omicidi avvenuta nell'omonima cittadina dell'Australia Meridionale tra il 1992 e il 1999. Presentato in concorso alla Settimana internazionale della critica del 64º Festival di Cannes, dove riceve una menzione speciale, il film vale a Kurzel il riconoscimento da parte della critica internazionale e un AACTA Award come miglior regista. Nel 2013 scrive e dirige un episodio del film collettivo The Turning, tratto dall'omonimo romanzo di Tim Winton, per cui ottiene la sua seconda candidatura agli AACTA.
Nel 2015 dirige il suo primo film non australiano, una rivisitazione della tragedia shakespeariana di Macbeth, presentato in concorso alla 68ª edizione del Festival di Cannes e interpretato da Michael Fassbender e Marion Cotillard. L'anno seguente, dirige nuovamente i due attori nel blockbuster Assassin's Creed, adattamento cinematografico dell'omonima serie di videogiochi.

### Vita privata
È sposato dal 2002 con l'attrice australiana Essie Davis, con la quale ha due figli.
Suo fratello è il musicista e cantante australiano Jed Kurzel, autore anche di colonne sonore per il cinema, nonché suo frequente collaboratore artistico.

## Filmografia

### Regista
- Blue Tongue – cortometraggio (2005)
- Snowtown (2011)
- Boner McPharlin's Moll, episodio di The Turning (2013)
- Macbeth (2015)
- Assassin's Creed (2016)
- The Kelly Gang (True History of the Kelly Gang) (2019)
- Nitram (2021)
- The Order (2024)
- The Narrow Road to the Deep North – miniserie TV (2025)

### Sceneggiatore
- Blue Tongue – cortometraggio (2005)
- Snowtown (2011) - soggetto
- Boner McPharlin's Moll, episodio di The Turning (2013)

### Produttore
- The Kelly Gang (True History of the Kelly Gang) (2019)
- Nitram (2021)

### Montatore
- Blue Tongue – cortometraggio (2005)

## Riconoscimenti
- AACTA Award
  - 2012 – Miglior regia per Snowtown
  - 2014 – Candidatura alla miglior regia per The Turning
- British Independent Film Award
  - 2015 – Candidatura alla miglior regia per Macbeth
- Festival di Cannes
  - 2011 – Premio FIPRESCI (menzione speciale) per Snowtown
  - 2011 – Gran Premio della Settimana internazionale della critica (menzione speciale) per Snowtown
  - 2011 – In competizione per la Caméra d'or per Snowtown
  - 2011 – In competizione per la Queer Palm per Snowtown
  - 2011 – In competizione per il Gran Premio della Settimana internazionale della critica per Snowtown
  - 2015 – In competizione per la Palma d'oro per Macbeth
  - 2021 – In competizione per la Palma d'oro per Nitram
- Film Critics Circle of Australia Award
  - 2012 – Miglior regia per Snowtown
- Premio Goya
  - 2016 – Candidatura al miglior film europeo per Macbeth